# Prosimulium kolymense
Prosimulium kolymense är en tvåvingeart som beskrevs av Patrusheva 1975. Prosimulium kolymense ingår i släktet Prosimulium och familjen knott. Inga underarter finns listade i Catalogue of Life.